# Direito ambiental

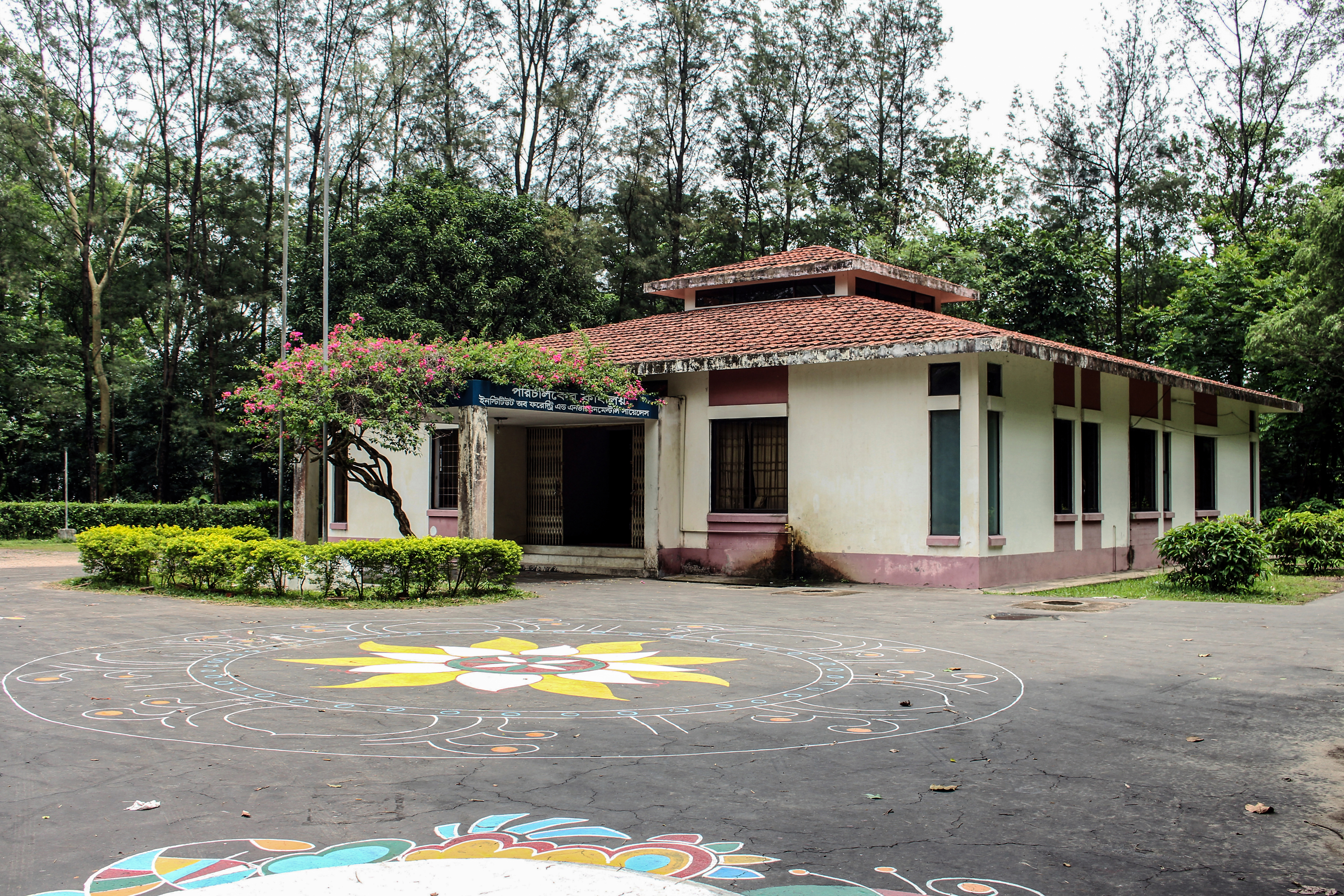
Edifício administrativo, Instituto de Ciências Florestais e Ambientais, Universidade de Chittagong, Chittagong, Bangladesh.

Direito ambiental é um ramo do direito, constituindo um conjunto de normas jurídicas e princípios jurídicos voltados à proteção da qualidade do meio ambiente. Para alguns, trata-se de um direito "transversal" ou "horizontal", que tem por base as teorias geopolíticas ou de política ambiental transpostas em leis específicas, pois abrange todos os ramos do direito, estando intimamente relacionado com o direito constitucional, direito administrativo, direito civil, direito penal, direito processual e direito do trabalho.

Hoje, na mais moderna teoria, conforme afirma Albergaria, o direito ambiental é considerado como ramo do direito que visa a proteção não somente dos bens vistos de uma forma unitária, como se fosse microbens isolados, tais como rios, ar, fauna, flora (ambiente natural), paisagem, urbanismo, edificações (culturais) e outros, mas como um macrobem, incorpóreo, que englobaria todos os microbens em conjunto bem como as suas relações e interações. Outrossim
"Diante da imperiosa necessidade de proteção ao meio ambiente, em face da participação do homem na exploração desenfreada dos bens ambientais fundada na economia crescente e no mercado cada vez mais amplo, diversificado e exigente, construiu-se uma nova ramificação do Direito, o Direito Ambiental, visto que a conservação da natureza e dos recursos naturais fez-se imprescindível para a manutenção e permanência do homem no planeta, sendo que, o homem é suscetível a todos os impactos provenientes de um ecossistema desequilibrado e deficiente."
Em suas origens, denominado de direito ecológico, Ferraz, em estudo pioneiro sobre o tema no Brasil, afirmava ser "o conjunto de técnicas, regras e instrumentos jurídicos organicamente estruturados, para assegurar um comportamento que não atente contra a sanidade mínima do meio-ambiente". Veja-se, a respeito, Moreira. onde o "Direito Ecológico é o conjunto de técnicas, regras e instrumentos jurídicos sistematizados e informados por princípios apropriados, que tenham por fim a disciplina do comportamento relacionado ao meio-ambiente". Alguns autores, como Milaré  preferem denominá-lo de "Direito do Ambiente". A Lei Federal n. 6.938, de 31 de agosto de 1981, define o meio ambiente como "o conjunto de condições, leis, influências e interações de ordem física, química e biológica, que permite, abriga e rege a vida em todas as suas formas" (art. 3º, inc. I). Os primeiros doutrinadores brasileiros não incluíam o meio ambiente do trabalho ou o meio ambiente cultural dentro do objeto do direito ambiental, vislumbrando esta disciplina apenas sob sua perspectiva ecológica. Todavia, quando SILVA, com finalidade meramente didática,  apresentou uma divisão do meio ambiente em natural, artificial, cultural e do trabalho, os doutrinadores que a ele se seguiram passaram a reproduzir tal divisão. Com isto, foi significativamente ampliada a visão do escopo desta disciplina, passando a abranger temas como poluição no interior de estabelecimentos industriais, qualidade de vida nas cidades e proteção do patrimônio cultural. A legislação ambiental cuida da proteção da biodiversidade, da sadia qualidade de vida e do controle da poluição, em suas diversas formas, tanto no meio ambiente externo como no ambiente confinado (por exemplo, o meio ambiente industrial). A definição de biodiversidade está prevista no artigo 2º da Convenção da Diversidade Biológica. Magalhães, aperfeiçoando o texto de referido dispositivo, propõe a seguinte definição: "Diversidade biológica significa a variabilidade de organismos vivos de todas as origens, compreendendo, dentre outros, os organismos que compõem a parte viva dos ecossistemas terrestres, marinhos e outros ecossistemas aquáticos e complexos ecológicos de que fazem parte; compreendendo ainda a diversidade dentro de espécies e entre espécies".Na opinião de alguns autores, a quantidade de normas dificulta a complexidade técnica, o conhecimento e a instrumentalização e aplicação deste ramo do direito. Para esta corrente doutrinária, o ideal seria a extração de um sistema coerente, cuja finalidade é a proteção do meio ambiente. Todavia, significativa parcela da doutrina sustenta que o caráter multifacetário do direito ambiental impossibilita sua completa codificação. Para a aplicação das normas de direito ambiental, é importante compreender as noções básicas e adequá-las à interpretação dos direitos ambientais. Ver Legislação Ambiental no Brasil.

## Princípios do direito ambiental
Assevera FIGUEIREDO que a doutrina de Direito Ambiental está longe de chegar a um consenso "no que concerne à identificação dos seus princípios" (p. 119). Em referida obra, FIGUEIREDO reporta-se ao princípio da precaução, ao princípio do poluidor-pagador, ao princípio do desenvolvimento sustentável, ao princípio da função social da propriedade, ao princípio da participação democrática e ao princípio da vedação de retrocesso.
O princípio da função social da propriedade, introduzido por Leon Duguit, relativiza o conceito de direito de propriedade como um direito absoluto e "sagrado", estabelecido pelo Código Napoleônico. FIGUEIREDO destaca que a correta delimitação do instituto da propriedade jamais foi alcançada apenas a partir da interpretação do art. 524 do Código Civil de 1917. Nesse sentido, "o Direito Ambiental trouxe novas luzes ao próprio Direito Civil, ao tratar da função social da propriedade, como pode ser visto pela leitura do art. 1228, § 1º, do Código vigente".
Sobre o princípio da participação democrática, afirma MIRRA  que "a participação pública na defesa do meio ambiente pressupõe ampla e permanente informação da sociedade e exige para ser tida como completa, o acesso à justiça, seja para assegurar a tutela da qualidade ambiental em si mesma, seja para garantir a obtenção de informações pela coletividade, seja para viabilizar a própria participação".
Dentre estes princípios, aquele que vem merecendo maior atenção por parte dos doutrinadores é o da vedação de retrocesso, especialmente em razão de sérios revezes que o Direito Ambiental Brasileiro vem sofrendo, sobretudo por conta da pretendida revogação da Lei 4771/65 (Código Florestal Brasileiro). Acórdão do Superior Tribunal de Justiça (RE 302.906/SP, j. 26.08.2010, rel. Min. Herman Benjamin) reconheceu de forma pioneira em nossa jurisprudência ambiental a aplicação do princípio da vedação de retrocesso. SARLET e FENSTERSEIFER afirmam que "sobre qualquer medida que venha a provocar alguma diminuição nos níveis de proteção (efetividade) dos direitos socioambientais recai a suspeição de sua ilegitimidade jurídico-constitucional". Contudo, é importante observar que o STF negou vigência a esse "princípio" por ocasião dos julgamentos das ADI´s que questionavam o novo código florestal (ADI 4901, 4902 e 4903). Para Georges Humbert, "o tema dos princípios jurídicos, notadamente sobre a ótica dos denominados  “neoconstitucionalismo” e “pós-positivismo”, marcos teóricos e filosóficos que, por carência de base metodológica, ontológica e epistemológica, se quer se sustentam enquanto teorias, mas dominam a cena – e moda – jurídica brasileira há décadas, causa grande prejuízo ao desenvolvimento econômico, social e a sustentabilidade do país, os quais são fundamentos da República Federativa do Brasil, enquanto estado democrático de direito, a teor dos artigos 1º a 4º da Constituição de 1988. Segundo o autor, o princípio da vedação do retrocesso estaria enquadrado nessa hipótese".
De acordo com ALBERGARIA, os principais princípios do Direito Ambiental Brasileiro são: 1. Princípio do Direito Humano Fundamental; 2. Princípio da Supremacia do Interesse Público e da Indisponibilidade do Bem Ambiental; 3. Princípio da Intervenção Estatal Obrigatória; 4. Princípio da Prevenção; 5. Princípio da Precaução; 6. Estudo Prévio Impacto Ambiental; 7. Princípio do Desenvolvimento Sustentável; 8. Princípio da Defesa do Meio Ambiente; 9. Princípio da Educação Ambiental; 10. Princípio da Responsabilização pelo Dano Ambiental ou Princípio do Poluidor-Pagador (polluter pays principle); 11. Teoria do Risco Integral.
GRANZIERA também inclui nesse rol o princípio da cooperação, presente no art. 12 da Carta Europeia da Água, de 1968, na Convenção sobre Diversidade Biológica (arts. 5º e 18) e no art. 23 da Constituição Federal de 1988. Afirma esta autora que "Na luta contra a poluição e a degradação do meio ambiente, e considerando que, por sua natureza, os recursos naturais não se submetem necessariamente às fronteiras políticas, cabe aos Estados que os compartilham atuar de forma coordenada, mesmo no que se refere às ações internas, para evitar a ocorrência de danos, assim como para racionalizar as medidas de proteção que se fizerem necessárias".
Dentre os inúmeros estudos sobre o tema, destaca-se a obra de MIRRA, que oferece para os estudiosos um panorama bastante abrangente sobre a principiologia do direito ambiental.
Aponta-se, no Brasil, a existência dos seguintes princípios aplicáveis ao Direito Ambiental naquele país: prevenção, precaução, desenvolvimento sustentável, poluidor-pagador, protetor-recebedor, usuário-pagador, cooperação entre os povos, solidariedade intergeracional, natureza pública da proteção ambiental, participação comunitária, função socioambiental da propriedade, informação, limite e, por fim, responsabilidade comum, mas diferenciada.

## História do direito do ambiente
Quando o homem se começou a desenvolver, já a Natureza cá andava há muito. E embora o Homem consiga desempenhar o papel de aniquilidor, não se pode negar os contínuos esforços por parte de um grande número desta mesma espécie, para a preservação da mãe Natureza, da qual dependemos por completo. Em tempos remotos, os agricultores mais antigos deixavam a terra em pousio para que esta se pudesse fortalecer, muitos povos tinham na "Mãe Natureza" uma divindade e mesmo nas religiões monoteístas como o Judaísmo, o Cristianismo ou o Islamismo não são raras as referências nas escrituras ao dever de protecção que o homem tem sobre todas as obras de Deus. Talvez o primeiro e mais notável ecologista tenha inclusivamente sido São Francisco de Assis que na sua inserção cosmológica do homem na Natureza enquanto parte da criação divina, sente a necessidade de chamar o lobo de "irmão lobo", a andorinha de "irmã andorinha", etc.
Mas foi apenas nos anos 60 do século XX que a protecção do Ambiente foi catapultada para a ribalta da discussão política, logo também para o Direito. De uma visão puramente antropocêntrica do Direito, nos últimos anos tem-se passado a uma visão mais abrangente que inclui o dever de preservação do meio ambiente, os direitos dos animais, entre outros.
No ano de 1972 foi realizada, em Estocolmo, Suécia, a I Conferência Mundial sobre Meio Ambiente, marco inicial das reuniões envolvendo representantes de diversos Estados para a debate sobre a questão ambiental no mundo. O Brasil, que vivia sobre o regime da ditadura militar um período denominado como milagre econômico, participou da Conferência, se posicionando a favor do crescimento econômico ambientalmente irresponsável.
Durante os anos 80, a discussão sobre a questão ambiental frente ao desenvolvimento econômico foi retomada. Em 1983, a Organização das Nações Unidas, em assembleia geral, indicou a então primeira-ministra da Noruega, Gro Harlem Brundtland, para a presidência da Comissão Mundial sobre o Meio Ambiente e o Desenvolvimento (CMMAD), criada para estudar o tema. Esta comissão, apresentou, em 1987, seu relatório intitulado Our Common Future (Nosso futuro comum), também conhecido como Relatório Brundtland, que cunhou a expressão desenvolvimento sustentável.
Em 1992, o Brasil recepcionou a Conferência das Nações Unidas para o Meio Ambiente e o Desenvolvimento (CNUMAD), mais conhecida como ECO-92 ou Rio-92, na qual participaram mais de 150 países. Esta é considerada uma das mais importantes conferências sobre o assunto, na qual vários documentos foram produzidos, entre eles a Convenção da Biodiversidade e a Agenda 21.
BENJAMIN nos oferece a seguinte retrospectiva histórica:
I - Primeira fase: do descobrimento, em 1500, até aproximadamente a metade do Século XX, período em que a proteção ambiental no Brasil recebeu pouca atenção, à exceção de umas poucas normas isoladas.
II - Segunda fase: fase fragmentária, onde o legislador, "preocupado com largas categorias de recursos naturais, mas ainda não preocupado com o meio ambiente em si mesmo considerado, impôs controles legais às atividades exploratórias". São desse período o Código Florestal (1965), os Códigos de Caça, de Pesca e de Mineração (todos de 1967), a Lei de Zoneamento Industrial (1980) e a Lei dos Agrotóxicos (1989).
III - Terceira fase: prenunciada pela edição da Lei 6938/81, tem início a "fase holística" do Direito Ambiental onde, na dicção de BENJAMIN, "o ambiente passa a ser protegido de maneira integral, vale dizer, como sistema ecológico integrado".
Em junho de 2012 o Brasil foi novamente anfitrião da ONU, recebendo representantes de todo o planeta para debater o futuro do Direito Ambiental, em conferência que vem sendo chamada de "Rio + 20". Trata-se de um período particularmente crítico para o Brasil, já que enfrentamos nos últimos anos uma série de retrocessos na área ambiental, de que são exemplos a iminente revogação do Código Florestal de 1965 e diversos megaprojetos de grave repercussão ambiental, como é o caso da Usina de Belo Monte.
Direito ambiental no Brasil
Os antecedentes históricos da legislação ambiental brasileira remontam às Ordenações Filipinas que estabeleciam normas de controle da exploração vegetal no país, além de disciplinar o uso do solo, conspurcação de águas de rios e regulamentar a caça. Sobre a evolução histórica da legislação o principal trabalho nesta matéria é o livro de Ann Helen Wainer.
A Lei n.º 12.651/2012 revogou o antigo Código Florestal Brasileiro Lei n.° 4.771/65. Na antiga lei foram tratados de forma pioneira assuntos relacionados ao direito material fundamental. De acordo com LEUZINGER et alii, o Código Florestal vigente "confere alto grau de proteção não apenas aos ecossistemas florestais, mas também a outras formas de vegetação encontradas nos espaços ambientais indicados, consubstanciados nas áreas de preservação permanente (APPs) e nas áreas de reserva legal (RL)".
Todavia, a matéria do meio ambiente só foi introduzida em nosso ordenamento jurídico através da Lei 6.938/81, que estabeleceu a PNMA - Política Nacional do Meio Ambiente. Nesse sentido, afirma RODRIGUES: "Pode-se dizer que a lei 6938/81 (Política Nacional do Meio Ambiente) foi, por assim dizer, o marco inicial, o primeiro diploma legal que cuidou do meio ambiente como um direito próprio e autônomo. Antes disso, a proteção do meio ambiente era feita de modo mediato, indireto e reflexo, na medida em que ocorria apenas quando se prestava tutela a outros direitos, tais como o direito de vizinhança, propriedade, regras urbanas de ocupação do solo, etc."
Em 1985 foi editada a Lei 7.347, que proporcionou a oportunidade de agir processualmente, através da Ação Civil Pública, toda vez que houvesse lesão ou ameaça ao meio ambiente, ao consumidor, aos bens e direitos de valor artístico, estético, histórico, turístico e paisagístico. No projeto da citada Lei, em seu artigo 1º, inciso IV, foi a primeira oportunidade onde se falou de defesa dos direitos difusos e coletivos do cidadão; porém, este inciso foi vetado pelo Presidente da República.
A previsão de utilização da ação civil pública para a defesa de quaisquer interesses difusos, entretanto, foi introduzida novamente em nosso ordenamento jurídico quando da edição da Lei 8.078/90, que acrescentou o inciso IV, do artigo 1º, da Lei 7.347/85, anteriormente vetado. A Lei 8.078/90 também definiu os direitos metaindividuais, criando os institutos dos Direitos difusos, coletivos e individuais homogêneos.
A tal respeito, afirmam alguns autores que a Constituição Federal de 1988 trouxe ao nosso ordenamento jurídico a defesa dos bens coletivos, através da inclusão da redação constante no artigo 225. Admite, inclusive, a existência de uma terceira espécie de bem: o bem ambiental. Este bem é caracterizado por não ter uma propriedade definida, isto é, não é interesse único do particular, nem tampouco é considerado bem público: é um bem comum, de uso coletivo de todo um povo. FIGUEIREDO  oferece, contudo, uma visão diversa do tema, asseverando que a defesa dos interesses difusos e coletivos, "se adequadamente exercida pelo Estado, não poderia merecer outra qualificação que não a de tutela de interesses públicos primários. Sob este enfoque, não há por que afirmar que o advento da consciência acerca da existência de interesses difusos teria causado uma crise profunda e incontornável na dicotomia clássica direito público/direito privado".
Em 18 de julho de 2000 foi publicada a Lei Federal n. 9.985, que regulamenta o art. 225, § 1º, incisos I, II, III e VII da Constituição Federal e institui o Sistema Nacional de Unidades de Conservação da Natureza. De acordo com BENJAMIN, a configuração jurídico-ecológica das unidades de conservação depende do cumprimento de cinco pressupostos: relevância natural, oficialismo, delimitação territorial, objetivo conservacionista e regime especial de proteção e administração. LEUZINGER afirma que esta lei "tem por mérito a sistematização do tratamento normativo destas unidades de conservação (UCs), que antes estavam previstas, de forma desordenada, em diferentes leis e atos normativos".
Em 30 de junho de 2003, sob os auspícios do Instituto Brasileiro de Advocacia Pública - IBAP, foi criada na cidade de São Paulo a Associação dos Professores de Direito Ambiental do Brasil - APRODAB, primeira[carece de fontes?] entidade do gênero no planeta. Reunindo praticamente a totalidade[carece de fontes?] dos principais doutrinadores de Direito Ambiental do Brasil, desde então a APRODAB realiza anualmente o Congresso Brasileiro do Magistério Superior de Direito Ambiental.

## Meio ambiente do trabalho
A Constituição Federal, de 5-10-1988, refere-se expressamente à defesa do meio ambiente do trabalho em seu art. 200, inc. VIII, de modo que não há como sustentar que este aspecto do meio ambiente não integre o objeto do Direito Ambiental Brasileiro.
PADILHA, a tal respeito, preleciona: "Referido expressamente pela Carta Constitucional de 1988, o meio ambiente do trabalho compreende o habitat laboral onde o ser humano trabalhador passa a maior parte de sua vida produtiva provendo o necessário para a sua sobrevivência e desenvolvimento por meio do exercício de uma atividade laborativa".
Ensina SÉGUIN: "Com a evolução das técnicas, as doenças dos trabalhadores foram se agravando. Meio Ambiente do Trabalho faz a relação entre a ocupação do indivíduo e as doenças decorrentes dos riscos ambientais assumidos no processo de produção, objetivando preveni-las, com a utilização de recursos da engenharia e da medicina, preservando o Meio Ambiente e a saúde do trabalhador. Um trabalhador doente e afastado do trabalho representa despesa social".

## Associações, Sociedades e Instituições Científicas
- Associação Brasileira da Magistratura e do Ministério Público Ambiental (ABRAMPA)
- Associação dos Professores de Direito Ambiental do Brasil (APRODAB)
- Instituto O Direito por um Planeta Verde (IDPV)
- Sociedade Brasileira de Direito do Meio Ambiente (SOBRADIMA)
- União Brasileira da Advocacia Ambiental (UBAA)

### Manuais gerais
- ANTUNES, Paulo de Bessa. Direito Ambiental. 17. ed. São Paulo: Atlas, 2015.
- FIGUEIREDO, Guilherme José Purvin. Curso de Direito Ambiental, 4 ed. São Paulo: Revista dos Tribunais, 2011.
- FIORILLO, Celso Antonio Pacheco. Curso de Direito Ambiental Brasileiro, 19. ed. São Paulo: Saraiva, 2019.
- GORDILHO, Heron José de Santana. Direito Ambiental Pós-Moderno. Curitiba: Juruá, 2009.
- GRANZIERA, Maria Luiza Machado. Direito Ambiental, 2 ed. São Paulo : Atlas, 2011.
- LEUZINGER, Márcia Dieguez & CUREAU, Sandra. Direito Ambiental. Rio de Janeiro : Elsevier, 2009.
- MACHADO, Paulo Affonso Leme. Direito Ambiental Brasileiro, 19 ed. São Paulo : Malheiros, 2011.
- MILARÉ, Édis. Direito do Ambiente, 8 ed. São Paulo : Revista dos Tribunais, 2011.
- MOREIRA Neto, Diogo de Figueiredo. Introdução ao Direito Ecológico e ao Direito Urbanístico. Rio de Janeiro : Forense, 1975.
- PADILHA, Norma Sueli. Fundamentos Constitucionais do Direito Ambiental Brasileiro. Rio de Janeiro: Elsevier, 2010.
- RODRIGUES, Marcelo Abelha. Instituições de Direito Ambiental. Vol. I. São Paulo: Max Limonad, 2002.
- SARLET, Ingo Wolfgang & FENSTERSEIFER, Tiago. Direito Constitucional Ambiental: Estudos sobre a Constituição, os Direitos Fundamentais e a Proteção do Ambiente. São Paulo: Revista dos Tribunais, 2011.
- SÉGUIN, Elida. O Direito Ambiental: nossa casa planetária. 3 ed. Rio de Janeiro: Forense, 2006.
- SILVA, José Afonso da. Direito Ambiental Constitucional, 6 ed. São Paulo : Malheiros, 2007.

### Monografias especializadas
- ALBERGARIA, Bruno. Direito Ambiental e a Responsabilidade Civil das Empresas. Belo Horizonte: Editora Forum. 2 Ed. 2010.
- RODRIGUES, Danielle Tetü. O Direito & os Animais: Uma abordagem ética, filosófica e normativa. 2 ed. Curitiba: Juruá, 2008.

### Artigos, ensaios e capítulos de livros sobre o tema
- BENJAMIN, Antonio Herman. Introdução ao Direito Ambiental Brasileiro. In: BENJAMIN, Antonio Herman et alii. Manual Prático da Promotoria de Justiça do Meio Ambiente, 2 ed. São Paulo : IMESP, 1999.
- BORILE, G. O.; SANTOS, L. B. ; CALGARO, C. O Direito Ambiental e a proteção dos recursos naturais: aspectos evolutivos e interacionais da relação entre o homem e o meio ambiente. Contribuciones a las Ciencias Sociales, v. 33 n. 9, p. 1-9, 2016.

#### Especialização
- Direito Ambiental e do Agronegócio (pucpr.br)